# Champagny-en-Vanoise
Champagny-en-Vanoise of kortweg Champagny is een gemeente in het Franse departement Savoie. Ze telde op 1 januari 2022 545 inwoners.. Het dorp ligt in het uiterste westen van de 84 km² grote gemeente. Champagny sluit aan op het wintersportgebied La Plagne, deel van Paradiski. Ten oosten ervan ligt in het Nationaal park Vanoise de vallei Champagny le Haut, omgeven door bergen als de Roche de Mio, Bellecôte, Grande Motte, Grande Casse en Grand Bec. Het skigebied Tignes reikt tot in het uiterste oosten van de gemeente.

## Geografie
De oppervlakte van Champagny-en-Vanoise bedroeg op 1 januari 2022 84,96 vierkante kilometer; de bevolkingsdichtheid was toen 6,4 inwoners per km².

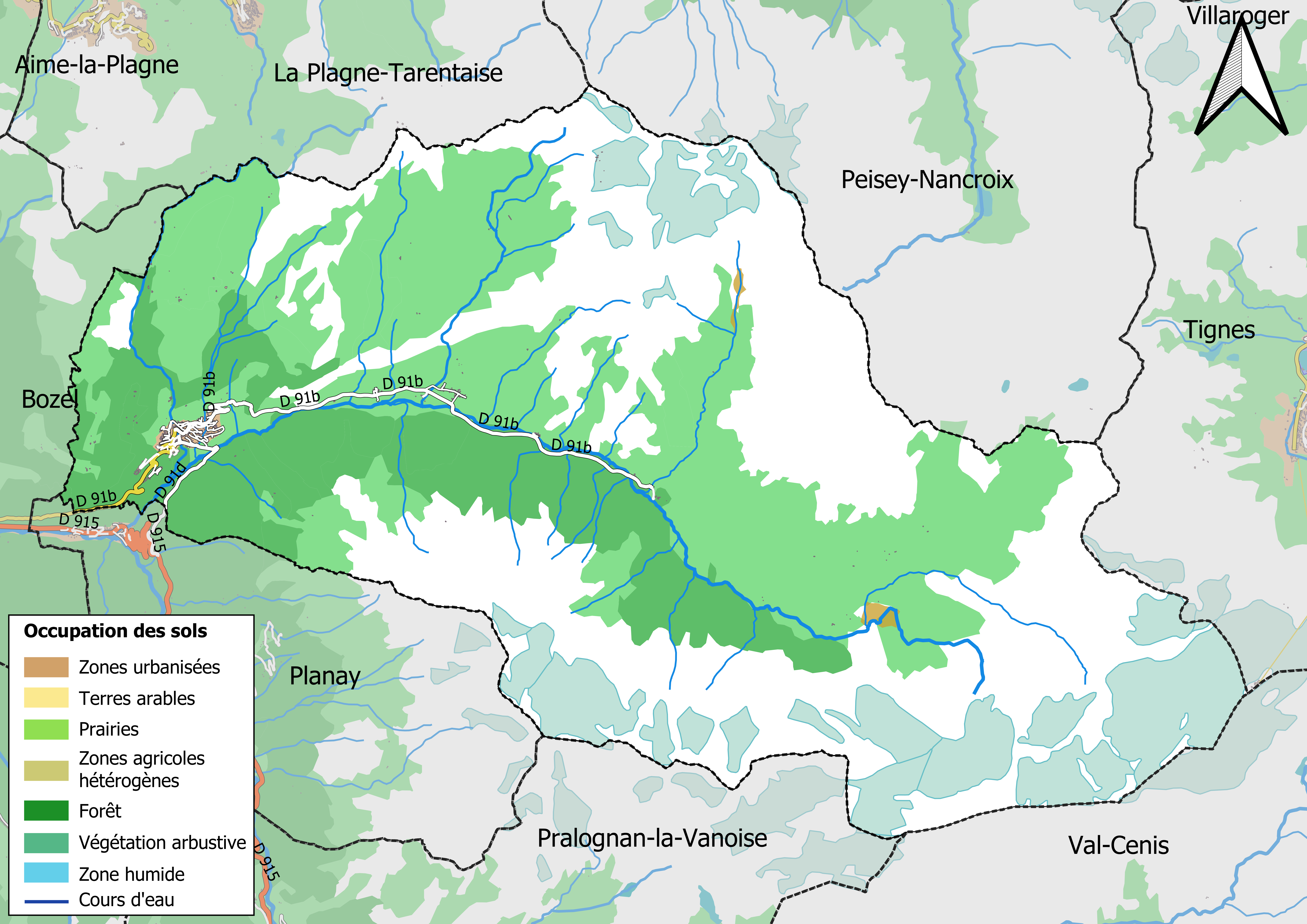
Kaart van de gemeente met de belangrijkste infrastructuur, bodemgebruik en omliggende gemeenten

## Demografie
Onderstaande figuur toont het verloop van het inwonertal (bron: INSEE-tellingen).